# Hildegarde Hawthorne
Pour les articles homonymes, voir Hawthorne.
Hildegarde Hawthorne, née le 25 septembre 1871 et morte le 10 décembre 1952, est une écrivaine américaine d'histoires surnaturelles et de fantômes, une poétesse et une biographe.

## Biographie
Née le 25 septembre 1871 à New York, Hildegarde Hawthorne est la petite-fille de Nathaniel Hawthorne (1804-1864) et l'aînée des enfants de Julian Hawthorne (1846-1934) et de Minnie Amelung Hawthorne,. Elle vit en Allemagne, en Angleterre et en Jamaïque pendant son enfance.

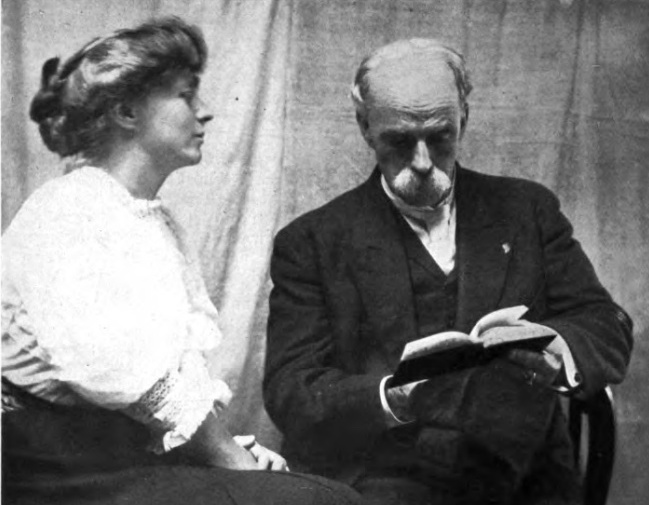
Hildegarde Hawthorne et son père Julian Hawthorne, pour une publication en 1907.

À l'âge de seize ans, elle commence à vendre des articles au magazine pour enfants St. Nicholas. Sa nouvelle surnaturelle Perdita est publiée dans le Harper's Magazine de mars 1897. Elle écrit des biographies de Nathaniel Hawthorne, Henry Wadsworth Longfellow, Ralph Waldo Emerson, Henry David Thoreau, Thomas Paine, Matthew Fontaine Maury et Oliver Wendell Holmes Sr.
Hawthorne écrit également des récits de voyage, dont Old Seaport Towns of New England (1916), Rambles in Old College Towns (1917), Corsica : The Surprising Island (1926), Romantic Cities of California (1939), et Williamsburg, Old and New (1941).
Elle participe à la parade du suffrage féminin de 1913 à New York et vit en Californie dans les années 1920 et 1930.
Un recueil d'histoires de fantômes de Hawthorne, The Faded Garden, est publié en 1985, sous la direction de Jessica Amanda Salmonson. Son œuvre figure parfois dans des anthologies d'écrits féminins américains. Hawthorne a coécrit Enos Mills of the Rockies avec Esther Burnell Mills (en).

### Vie privée
Hildegarde Hawthorne épouse John Milton Oskison (en) en 1920. Elle meurt en 1952, à l'âge de 81 ans, à Danbury, dans le Connecticut. 